# Transactinoide
Als Transactinoide (lateinisch trans jenseits, Transactinoide jenseits der Actinoiden) bezeichnet man die chemischen Elemente mit Ordnungszahlen ab 104. Sie folgen im Periodensystem auf die Actinoide. Alle Transactinoide sind auch gleichzeitig Transurane, da sie Ordnungszahlen größer als die des Urans haben. Bis zum heutigen Tage wurden Isotope von allen Transactinoiden bis einschließlich Ordnungszahl 118 synthetisiert. Alle sind radioaktiv und haben sehr kurze Halbwertszeiten im Bereich von Nanosekunden bis Minuten.
| 104 Rf | 105 Db | 106 Sg | 107 Bh | 108 Hs | 109 Mt | 110 Ds | 111 Rg | 112 Cn | 113 Nh | 114 Fl | 115 Mc | 116 Lv | 117 Ts | 118 Og |

## Liste der Transactinoide
Die Namen der ersten fünf Transactinoide waren Gegenstand der Elementnamensgebungskontroverse, die 1997 beigelegt wurde. Sie sind nach Kernphysikern oder nach Orten, die bei der Synthese von Elementen eine Rolle gespielt haben, benannt worden.
Bislang bekannte Transactinoide:
- 104 Rutherfordium, Rf (nach Ernest Rutherford)
- 105 Dubnium, Db (nach Dubna, dem Erzeugungsort)
- 106 Seaborgium, Sg (nach Glenn T. Seaborg)
- 107 Bohrium, Bh (nach Niels Bohr)
- 108 Hassium, Hs (nach Hassia, lateinisch für Hessen, dem Bundesland der Erzeugung – bei der GSI in Darmstadt)
- 109 Meitnerium, Mt (nach Lise Meitner)
- 110 Darmstadtium, Ds (nach Darmstadt, dem Erzeugungsort)
- 111 Roentgenium, Rg (nach Wilhelm Conrad Röntgen)
- 112 Copernicium, Cn (nach Nikolaus Kopernikus)
- 113 Nihonium, Nh (nach Nihon, Eigenbezeichnung für Japan, dem Sitz des RIKEN-Instituts)
- 114 Flerovium, Fl (nach Georgi Fljorow (englische Transkription Flerov))
- 115 Moscovium, Mc (nach Moskau)
- 116 Livermorium, Lv (nach Lawrence Livermore National Laboratory, dem Erzeugungsort)
- 117 Tenness, Ts (nach Tennessee, dem Sitz des Oak Ridge National Laboratory)
- 118 Oganesson, Og (nach Juri Oganesjan (englische Transkription Oganessian))

## Erzeugung
Die Transactinoide können durch Kernreaktionen erzeugt werden. Dazu werden zum Beispiel mit einem Linearbeschleuniger leichtere Atomkerne beschleunigt und auf schwerere geschossen. Dabei entsteht mit einer sehr geringen Wahrscheinlichkeit ein schwereres Element durch Fusion. Beispielsweise kann aus Sauerstoff (Element 8) und Curium (Element 96) Rutherfordium (Element 104) entstehen. Typische Mengen, die erzeugt werden können, sinken von Element zu Element von etwa einem Atom pro Minute (Rutherfordium) bis zu einem Atom in mehreren Tagen oder Wochen (Element 116). Wägbare Mengen sind also nicht verfügbar.

## Chemische Eigenschaften
Über die chemischen Eigenschaften der Transactinoide ist wegen der kurzen Halbwertszeiten und der geringen erzeugbaren Mengen nur wenig bekannt.
Trotzdem wurden einige chemische Experimente zur Charakterisierung durchgeführt. Dabei geht es vor allem um die Frage, ob sich die Elemente in die vermuteten Gruppen des Periodensystems einordnen. Aufgrund von relativistischen Effekten wäre beispielsweise denkbar, dass Element 112 edelgasähnliches Verhalten zeigen könnte, obwohl formal erst Element 118 das nächste Edelgas ist.
Bisher konnte aber noch für keines der chemisch untersuchten Elemente (104–108 und 112) eine Abweichung von der Gruppenzugehörigkeit nachgewiesen werden.

## Zur Begriffsbildung
Oft werden die Transactinoide (auch in der Fachliteratur) als „Transactinide“ bezeichnet. Da aber im Allgemeinen nicht die Elemente jenseits des Actiniums (Ordnungszahl 89) gemeint sind, sondern diejenigen jenseits der Actinoide, ist Transactinoide der präzisere Begriff.